# ジョン・アーモン

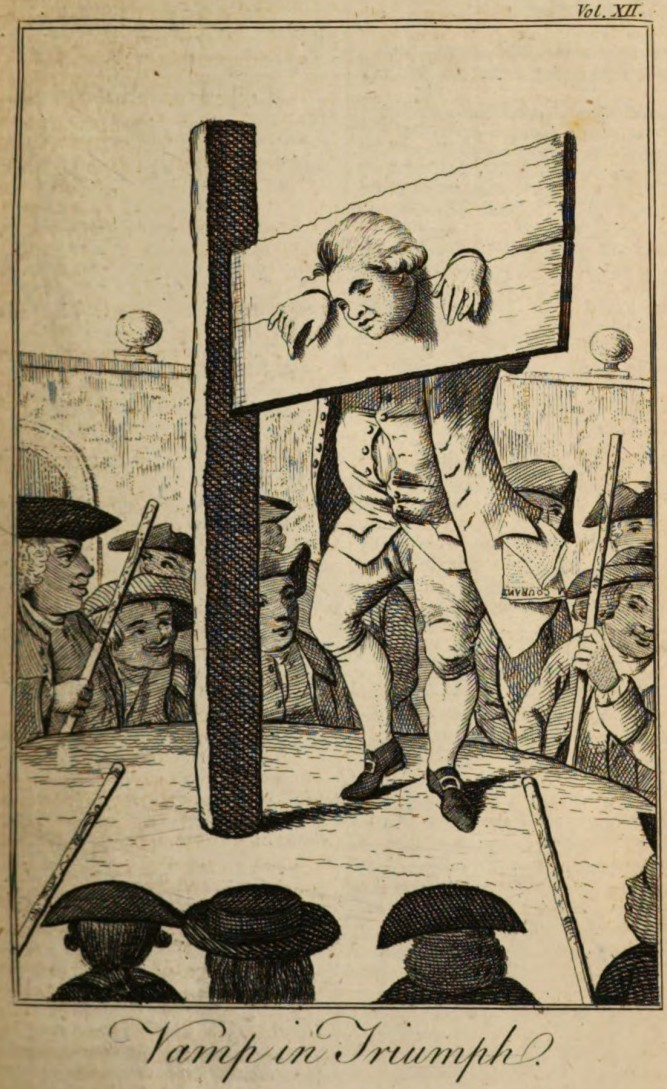
ジョン・アーモンを描いたカリカチュア。『タウン・アンド・カントリー・マガジン』1780年4月1日号より。

ジョン・アーモン（英語: John Almon、1737年12月17日 - 1805年12月12日）は、イギリスの書店店主、ジャーナリスト。ピカデリーで書店を開業し、野党のパンフレットを多く出版したことで知られる。

## 生涯

### 生い立ち
ジョン・アーモン（John Almon、1706年 – ?）とイザベラ・トムソン（Isabella Thompson、1744年没）の息子として、1737年12月17日にリヴァプールで生まれた。ウォリントンの学校に通った後、1751年3月にリヴァプールで出版業者兼書店店主で見習いとして働きはじめた。1758年9月にリヴァプールを離れてオランダなど大陸ヨーロッパを旅し、翌年にロンドンでジャーニーマンの出版者として職にありつけた。
パンフレットをいくつか出版した後、1761年1月に『ガゼッティア』の出版者チャールズ・セイ（Charles Say）がオリヴァー・ゴールドスミスを擁する『パブリック・レジャー』への対抗としてアーモンに寄稿を打診、アーモンは打診に応じて『ガゼッティア』に寄稿した。

### パンフレット出版から書店の開業へ
アーモンは国王ジョージ2世の死後にその治世に関する論評（A Review of his late Majesty's Reign）を著し、1761年10月に大ピットが辞任した後には大ピット内閣の論評（A Review of Mr. Pitt's Administration）を著した。これらの論評により野党の大物政治家から注目され、第2代テンプル伯爵リチャード・グレンヴィル＝テンプルは即座にアーモンを後援、エドマンド・バークなどの野党議員もアーモンの裁量を信用するようになった。これによりアーモンは『ガゼッティア』への寄稿をやめ、ピカデリーで店を開業して書物やパンフレットを販売した。アーモンの店はザ・コテリー（The Coterie、野党のクラブ）の指定書店に指名され、名声が高まるとともに大いに繁盛した。また、野党からのパンフレット出版依頼もあり、その費用が先払いで支払われた上、アーモンがパンフレット出版で得た収益を全額懐に収めることを許可されたため、アーモンは財産を積み上げた。

### ジョン・ウィルクスとの連携
アーモンとジョン・ウィルクスは1761年10月に知り合い、以降1797年にウィルクスが死去するまで2人は親しい友人関係を維持した。英国人名事典によると、アーモンはウィルクスを「第2のハムデンかシドニー」と考え、ウィルクスはアーモンを「友人で信頼のおける、誠実な本屋さん」（friend, and an honest worthy bookseller）と考えたという。ウィルクスが一時フランス王国に逃亡した時期でもほかの友人を頼りに郵便局による検閲をかいくぐり、文通を続けた。
しかし、ウィルクスが政権と抗争している最中でも公にウィルクスへの支持を続けたため、1770年1月には（政府が扇動的名誉毀損文書として扱った）匿名作家ジュニアスの国王への手紙を含むLondon Museumの販売のかどで起訴され、罰金刑に処されるとともに2年間の謹慎を誓約させられた。アーモンは反撃として判決の直後に『ジョン・アーモンの裁判』（The Trial of John Almon）を出版、「法務長官ウィリアム・ド・グレイが提出した証拠」という形でジュニアスの手紙を再出版することに成功した。

### 議事録出版とアメリカ独立戦争への関わり
起訴前後にも出版業を続け、1771年頃より議会弁論の概要を毎日書き留めて『ロンドン晩報』で出版するようになり、1774年から1780年までは毎月議会の議事記録をThe Parliamentary Registerという題名で出版した。
ウィルクス関連など政府に反対する著作でも恐れずに出版することで名声を得て、トマス・ペインは1777年に『アメリカの危機』のイギリスでの出版を検討するとき、アーモンならば「出版するかもしれない」が、ほかの出版者に持っていくのであれば一部の「共和主義的記述を削る必要がある」とベンジャミン・フランクリンに述べたという。結局ペインはアーモンに出版を依頼しなかったが、アーモンは1775年から1784年までアメリカの新聞を報じる月刊誌The Remembrancer, or, Impartial Repository of Public Eventsを出版した。

### 晩年
やがて一定の資産を蓄えると1781年に書店をジョン・デブレットに売却し、ハートフォードシャーのボックスムーアに引退して編集業に集中したが、退屈を感じたため1784年にロンドンに戻り、フリート・ストリート183号で再び書店を開き、『ジェネラル・アドバタイザー』紙（General Advertiser）の編集を引き継いだ。
1786年に再び名誉毀損で起訴されたが、パトロンだったテンプル伯爵は1779年に死去しており、さらに『ジェネラル・アドバタイザー』紙が成功しなかったこともあって家計が火の車になり、フランスに逃亡した。これにより、1792年に帰国した後は1年間投獄された。
釈放された後はボックスムーアに戻り、ジュニアスの手紙などの編集事業を続けた。1805年12月12日にボックスムーアで死去した。

## 評価
オックスフォード英国人名事典では政府に反対する著作でも恐れずに出版することで名声を得たほか、名誉毀損法や出版の自由に関する判決に深く関わり、議会弁論の公開を推進したと評している。

## 著作
本節ではアーモンが執筆または編集した著作を列挙する。特記がない限り、本節の出典は英国人名事典である。
- The Conduct of a late Noble Commander examined（1759年）
- A Military Dictionary（1760年頃、週刊での出版）
- A History of the Parliament of Great Britain from the Death of Queen Anne to the Death of George II
- A Review of his late Majesty's Reign
- A Review of Mr. Pitt's Administration（1761年）
- An Impartial History of the late War, from 1749 to 1763
- A Review of Lord Bute's Administration（1763年）
- A Letter to J. Kidgell, containing a full Answer to his Narrative - ジョン・ウィルクスの『女性論』（Essay on Woman、1763年）に関する著作
- History of the late Minority（1765年）
- Political Register（1767年） - 1767年5月にはじめた定期刊行物だったが、第2号を出版した後に廃刊に追い込まれた
- A Collection of all the Treaties of Peace, Alliance, and Commerce, between Great Britain and other Powers, from the Revolution in 1688 to 1771 - 2回再版した
- A Collection of the Protests of the House of Lords（1772年）
- A Letter to the Earl of Bute（1772年?）
- The Remembrancer, a monthly collection of papers relating to American Independence（1775年 – 1784年）
- A Letter to the Right Hon. Charles Jenkinson（1782年）
- A Letter to the Interior Cabinet（1782年）
- The Revolution in MDCCLXXXII Impartially Considered（1782年）[1]
- Free Parliaments（1783年）
- Memoirs of a Late Eminent Bookseller（1790年）[1]
- The Causes of the present Complaints（1793年）
- Anecdotes of the Life of the Right Hon. Wm. Pitt, Earl of Chatham
- Biographical, Literary, and Political Anecdotes of several of the most eminent persons of the present age（1797年）
- The Correspondence of the late John Wilkes with his Friends, printed from the original MSS., in which is introduced memoirs of his life（1805年、5巻）
- Letters of Junius（1806年）

## 家族
1760年10月26日、エリザベス・ジャクソン（Elizabeth Jackson、1737年 – 1781年）と結婚、10人の子女をもうけた。
1784年9月2日、マリア・パーカー（Maria Parker、1805年以降没）と再婚した。マリアは『ジェネラル・アドバタイザー』紙の経営者の未亡人だった。